# 道の駅とっとパーク小島

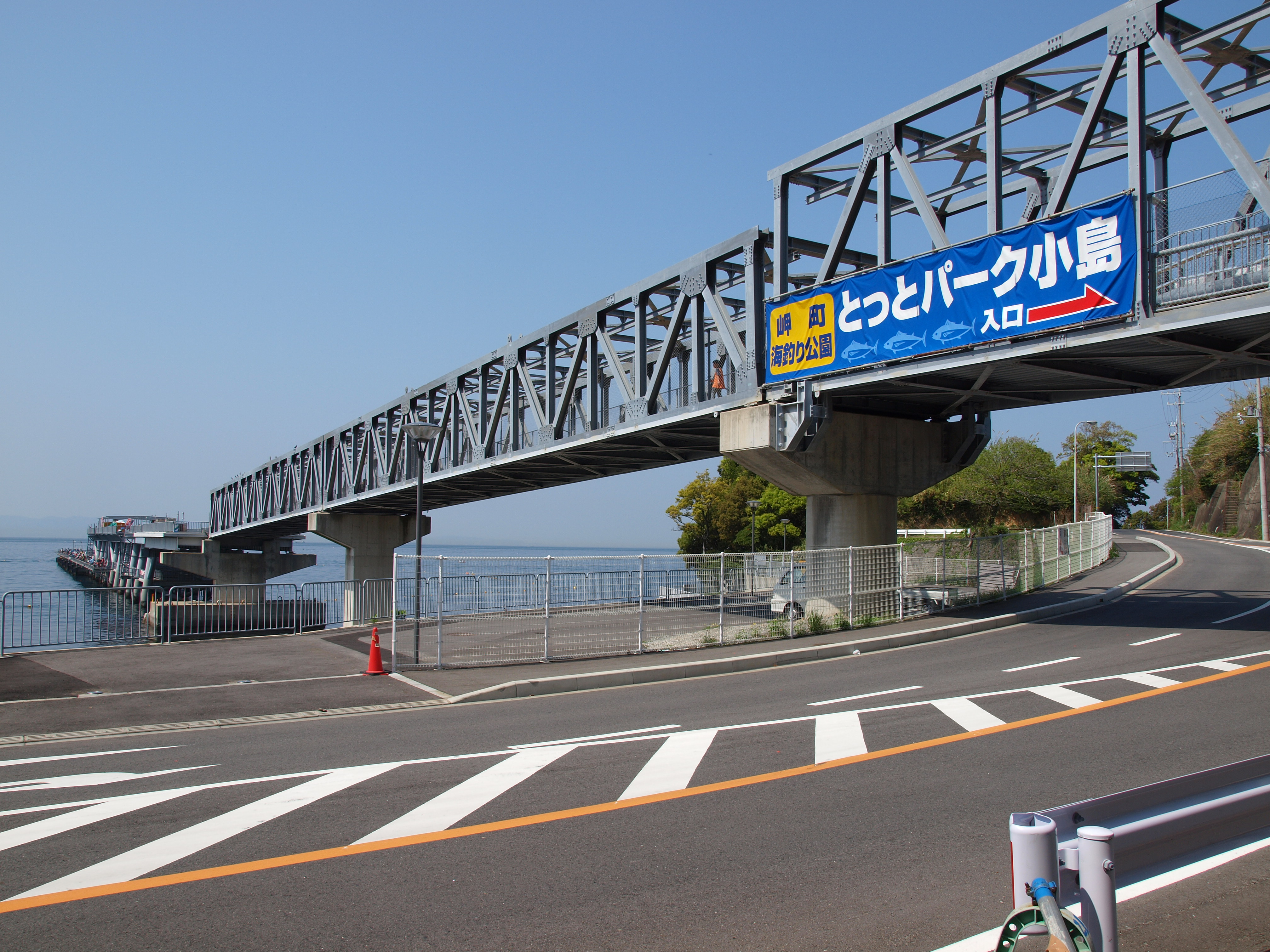
釣り公園桟橋
府道65号線を跨いで海へ続いている。

道の駅とっとパーク小島（みちのえき とっとパークこしま）は、大阪府泉南郡岬町にある大阪府道65号岬加太港線の道の駅である。
もともとこの地にあった関西国際空港二期事業で使用された土砂積出し桟橋をリニューアルして海釣り公園『とっとパーク小島』として整備し、2007年（平成19年）10月に開園。その後、翌年以降にふれあい広場や簡易パーキングを整備、道の駅に必要な情報コーナーが設置されて2009年（平成21年）3月12日に道の駅として登録された。

## 施設
海釣り公園に道の駅としての施設（情報コーナー）が併設されている。2009年（平成21年）11月には、来場者10万人突破を記念し、鳥羽一郎の『大阪湾』にちなんだ歌碑が建立された。
- 駐車場
  - 普通車：64台
  - 大型車：1台
  - 身障者用：2台
- トイレ （いずれも24時間利用可能）
  - 男：大 2器、小 3器
  - 女：4器
  - 身障者用：1器
- 公衆電話
- 交流センター
  - 無料休憩・情報コーナー・物販・自動販売機

## 開館時間・休館日
開館時間
- 6:00 - 20:00（3月 - 11月）
- 7:00 - 18:00（12月 - 2月）

休館日
- 毎週金曜日、年末年始

## アクセス
- 大阪府道65号岬加太港線

## 周辺
- 小島集落、小島漁港
- 小島住吉明神社
- 岬町健康ふれあいセンター 「ピアッツァ5」
- 休暇村 紀州加太（和歌山市）